# Spermiekonkurrens
Spermiekonkurrens är konkurrensen mellan spermier från två eller flera hanar för att få befrukta en honas ägg. När man forskar om spermiekonkurrens handlar det också mycket om de anpassningar som minimerar konkurrensen 
. 
En individs främsta evolutionära mål är att få så mycket avkomma som möjligt. Sexuell selektion främjar anpassningar som gör detta möjligt, vanligast är hanlig konkurrens och honligt val . Sexuell selektion kan även fortsätta efter parningen, så som spermiekonkurrens och kryptiskt honval. Spermiekonkurrens uppkommer hos arter med honor som parar sig med flera olika hanar . Att en parning ägt rum behöver inte betyda att honans ägg blivit befruktade, hos många arter har honorna spermielagrande organ som kan spara spermier. Hanarna har då ingen möjlighet att kontrollera faderskapet och konkurrensen om befruktning fortsätter efter parningen. Olika sätt har evolverats som hanterar denna funktion.

## Alternativa strategier

### Flest spermier
Denna strategi har ibland liknats vid att spela på lotteri, ju fler lotter du köper desto större är chansen att du vinner. Den hane som producerar och sprutar in flest spermier kommer också att ha störst chans att befrukta honans ägg .
- Arter som utsätts för hög risk för spermiekonkurrens har visats ha relativt större testiklar och producerar fler spermier [5]. Ett exempel på detta, där hanarna fått mycket stora testiklar är arter av fladdermöss med promiskuösa honor. Selektion för många spermier dvs stora testiklar har lett till att hanarna, för att kunna behålla sin flygförmåga, har tvingats till en avvägning mellan testikelstorlek och hjärnstorlek. Reproduktivt framgångsrika hanar behöver därför inte vara speciellt smarta... Så klart kan denna selektion inte gå hur långt som helst, någonstans blir ju hjärnan för liten och då kommer selektionen på testikelstorleken att avstanna.

- Beroende på hur mycket konkurrens det finns om en hona kan hanarna vara mer eller mindre ekonomiska, i vissa fall har det lett till att hanarna tvingats hushålla med sina spermier. Detta finns hos exempelvis höns där tupparna utvecklat ett ekonomiskt hushållande av spermierna, de kommer fördela sina spermier olika beroende på sin egen rang, och hönans promiskuitet och rang. Om de parar sig med samma hona upprepade gånger kommer de att inseminera mindre och mindre sperma och till slut ingen alls (fake sex), men om de då skulle para sig med en annan hona visar det sig at de inte alls hade slut på spermier, utan bara inte ville slösa alla på samma hona [3].

Ofta kan faderskapet bestämmas av det relativa antalet spermier från konkurrerande hanar. Men det förklarar inte helt befruktningsframgång . Förmodligen finns det också ett honligt val på gametnivå. Detta kallas för ett kryptiskt honligt val.

### Hindra andra från att komma dit
En hane som parat sig med en hona och har ett sätt att se till att ingen kan göra det efter honom kommer att ha en stor fördel i spermiekonkurrensen. 
- Att vakta sin partner är en strategi som tillämpas av hanar och förhindrar ytterligare parningar, och minskar därmed spermiekonkurrensen [4][1]. Ett exempel är skator som inte lämnar sin partners sida efter parning. Eftersom hanen har honan under konstant bevakning kan han kontrollera att inga andra hanar parar sig med henne. Det är också vanligt bland insekter som trollsländor [1].
- Hos vissa insekter, reptiler och gnagare är det vanligt med en så kallad parningsplugg (eng: copulatory plug) som bildas av koagulerad sperma efter parning och gör det omöjligt för andra hanar att para sig med honan. Den kan dessutom underlätta transporten av spermier genom honan [4][1]. Det är dock känt att honor ofta tar bort pluggen efter parningen [4].
- När det gäller att hindra honan från att para sig igen är ett extremt exempel bananflugan, Drosophila melanogaster. Då hanen parar sig med honan inseminerar han, samtidigt med spermierna, ett ämne som förstör spermier från tidigare parningar. Sperman är också giftig för honan själv, så ju fler gånger hon parar sig desto tidigare dör hon [7]. Dessutom gör det så att honans mottaglighet för fler parningar minskar [4].

### Ta bort spermier från tidigare parningar
De hanar som före parning kan ta bort spermierna från den hane som parat sig tidigare, har en stor fördel.
- Ett sätt att göra detta är att ejakulera många spermier under upprepade parningar och på så sätt ersätta de tidigare. Det finns också exempel på trollsländor och dagsländor som kan ta bort spermier från tidigare parningar med samma organ som sedan sprutar in de egna spermierna [1].
- Vissa fåglar ser till att de, då de varit borta från honan, får henne att ejakulera den sperma som sist inseminerades. Han kan sedan para sig med henne igen för att se till att det verkligen är hans spermier som befruktar äggen.

### Ha olika typer av spermier
Spermieheteromorfism. Det innebär att spermier från en hane skiljer sig i utseende och genetik; en sort som är fertil och en som är steril. Detta finns hos bland andra fjärilar, spindlar och skalbaggar. Man tror att de sterila spermierna är till för att hjälpa till i transporten av fertila spermier och för att ersätta konkurrerande spermier. På ett sätt kan de liknas vid altruistiska arbetare bland insekter. Det finns också fall av spermieheteromorfism bland däggdjur, där de sterila spermierna kan tala om för en honas immunförsvar att spermier av en viss genotyp finns i hennes kropp. Risken är då mindre att en zygot som uttrycker denna genotyp avstöts som ett främmande föremål .
Spermiekonkurrens är kostsamt för hanen eftersom det innebär att han har minskad kontroll över faderskapet samt en kostnad för ökad spermieproduktion och eventuellt förändrat beteende.
Traditionellt har man sett spermiekonkurrens som en förlängning av hanlig konkurrens, men det har också påpekats att eftersom spermiekonkurrens sker inuti (i vissa fall utanför) honan har hon en möjlighet att välja aktivt bland gameterna
. Det är möjligt att honorna är passiva, men mer troligt att de aktivt väljer om spermier eller pollen har information om kvalitén på hanen . Detta skulle kunna ske på olika sätt: genom att honan gör sig av med spermierna direkt efter parning, att hon påverkar spermietransporten med muskelkontraktioner eller cilier ., eller att ägget påverkar vilken spermie den låter befrukta sig .
Spermiekonkurrens finns hos många grupper av djur däribland fåglar, däggdjur, fiskar, amfibier, reptiler och många evertebrater. Det finns också hos många växter, där olika pollen konkurrerar. Den som först hittade fenomenet spermiekonkurrens och insåg dess evolutionära betydelse var Geoff Parker 1970. Han såg att konkurrensen mellan hanar för att få befrukta en honas ägg skulle fortsätta efter själva parningen, om spermier från två eller fler hanar överlappade (i tid och rum) i närheten av äggen .